# Pepín García García
Pepín García García, (Ribadeo, 21 de novembre de 1911 - La Corunya, 25 de gener de 1996) conegut com a Pepín de la Lejía, va ser un polític gallec que va lluitar per a l'Exèrcit Popular de la República durant la guerra civil espanyola.

## Biografia
Els germans de la Lejía eren naturals de Ribadeo, Pepín va ser el major de sis germans, tenien una petita empresa familiar dedicada a la producció de licors. A causa de les idees socialistes del seu pare, van ser bandejats a una distància de 150 quilòmetres, per la qual cosa es van instal·lar a La Corunya. Afiliat al Grup Socialista de La Corunya des de maig de 1929, Pepín va ser un dels organitzadors de la Joventut Socialista. Per la seva participació en la vaga general revolucionària de 1934, va ser arrestat i va romandre a la presó fins a febrer de 1935. El 1936 va ser nomenat secretari general de les Joventuts Socialistes Unificades de La Corunya. Amb l'aixecament militar del 18 de juliol de 1936 i el començament de la guerra civil espanyola tres dels seus germans van ser executats. Pepín va aconseguir fugir de Galícia i va arribar a Baiona per mar el 26 de setembre i es va dirigir a la zona republicana. Es va allistar al IV Batalló de Galícia de la 2a Divisió i va lluitar als fronts de Madrid. Va perdre una cama en la batalla de Brunete. Va ser traslladat a l'hospital de Tarragona, després va ser destinat a Sant Pere de Ribes com a capità governador.
Al final de la guerra i amb la derrota dels republicans, va escapar a Xile a bord del Winnipeg. Finalment, es va exiliar a Buenos Aires de desembre de 1939 a 1977, quan va tornar a La Corunya, on va morir el 25 de gener de 1996. Una neboda seva, Soledad González de Huguet, va ser una destacada jugadora d'escacs a l'Argentina.

## Reconeixements i homenatges

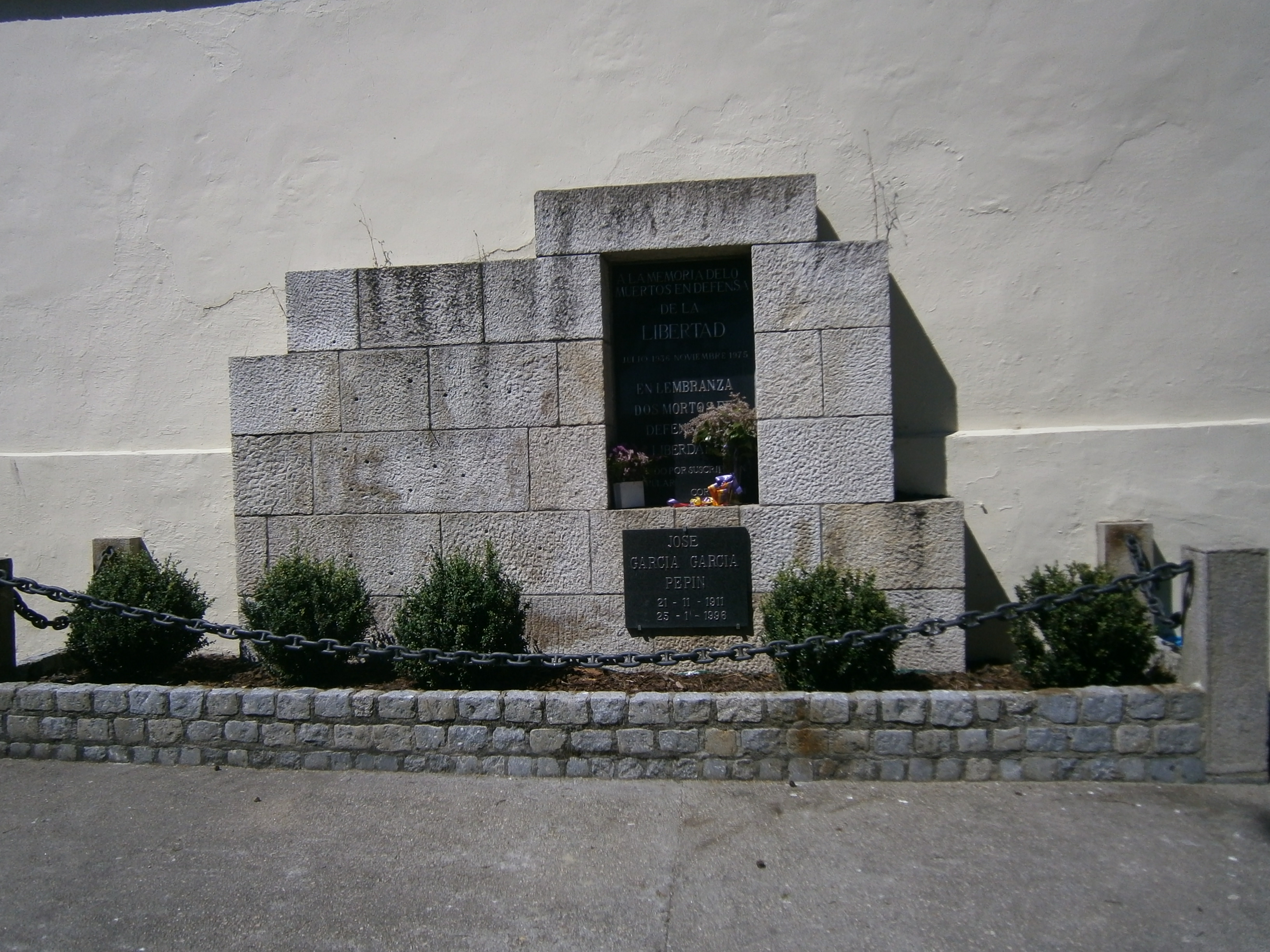
Cementiri de Sant Amaro, on estan les restes de Pepín

L'estiu de 2018, l'Associació Cultural Xermolos, de Guitiriz, els va retre homenatge amb una sèrie d'esdeveniments, inclosa la inauguració d'una escultura commemorativa en la parròquia de Santa Mariña, de l'escultor Xosé Val Díaz.
A la Corunya hi ha un carrer en honor als germans Lejía
El músic i compositor argentí Gustavo Fuentes va compondre una cançó dedicada a Pepín.